# Liste over counties i Iowa
Herunder ses en liste over de 99 counties i den amerikanske delstat Iowa.
| - Adair County - Adams County - Allamakee County - Appanoose County - Audubon County - Benton County - Black Hawk County - Boone County - Bremer County - Buchanan County - Buena Vista County - Butler County - Calhoun County - Carroll County - Cass County - Cedar County - Cerro Gordo County - Cherokee County - Chickasaw County - Clarke County - Clay County - Clayton County - Clinton County - Crawford County - Dallas County | - Davis County - Decatur County - Delaware County - Des Moines County - Dickinson County - Dubuque County - Emmet County - Fayette County - Floyd County - Franklin County - Fremont County - Greene County - Grundy County - Guthrie County - Hamilton County - Hancock County - Hardin County - Harrison County - Henry County - Howard County - Humboldt County - Ida County - Iowa County - Jackson County - Jasper County | - Jefferson County - Johnson County - Jones County - Keokuk County - Kossuth County - Lee County - Linn County - Louisa County - Lucas County - Lyon County - Madison County - Mahaska County - Marion County - Marshall County - Mills County - Mitchell County - Monona County - Monroe County - Montgomery County - Muscatine County - O'Brien County - Osceola County - Page County - Palo Alto County - Plymouth County | - Pocahontas County - Polk County - Pottawattamie County - Poweshiek County - Ringgold County - Sac County - Scott County - Shelby County - Sioux County - Story County - Tama County - Taylor County - Union County - Van Buren County - Wapello County - Warren County - Washington County - Wayne County - Webster County - Winnebago County - Winneshiek County - Woodbury County - Worth County - Wright County |